# DJ Delicious

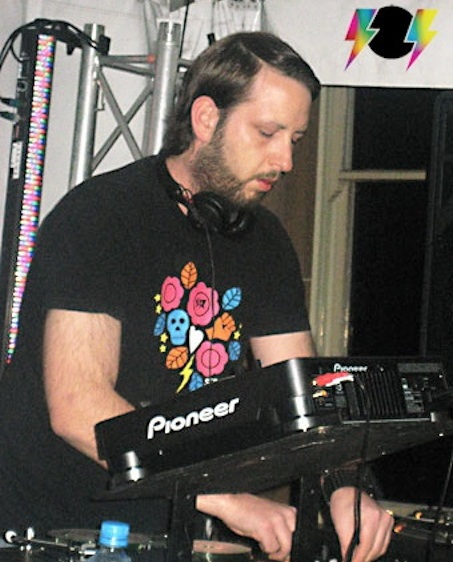
DJ Delicious beim Sounds On Sunday, Sydney (2007)

DJ Delicious (* 1. Juli 1974 in Bad Soden am Taunus; eigentlich Arndt Meyer-Wegner) ist ein deutscher Musikproduzent und DJ im Bereich der elektronischen Musik.

## Leben
Arndt Meyer-Wegner wohnt und arbeitet in Kempen, von wo er auch sein 2005 gegründetes Plattenlabel Phunkwerk betreibt. Erste Bekanntheit unter diesem Namen erlangte er 1996 mit den beiden Singles "Such A Feeling" und "Take Me Higher" auf dem Major-Label WEA Records, an die sich einige weitere Produktionen und Remixe anschlossen.
Heute ist er vor allem bekannt durch seine Produktionen "DJ Delicious & Till West - Same Man", "Phunk-A-Delic (by DJ Delicious) - Rockin" und "DJ Delicious - Let It Drop", welche alle ursprünglich auf Phunkwerk veröffentlicht wurden. Vor allem die beiden erstgenannten wurden zu Clubhits und wurden, wie werden, von vielen DJs in Clubs und Radiosendungen gespielt.
"Same Man" konnte sich im Juli 2006 auf Platz 89 in den deutschen Singlecharts platzieren.
Des Weiteren produzierte er Remixe von den Scissor Sisters, Chocolate Puma, Marc Romboy, Morcheeba, Bootsy Collins, Erick E, Moguai und Fedde Le Grand.

## Diskografie

### Mix-CDs
- 2006: Kontor - Top Of The Clubs Vol.32 (CD1 mixed by: DJ Delicious & Till West; 3x-CD, VÖ: 25. August 2006)[2]
- 2007: Big & Dirty (DJ Delicious & Till West; Doppel-CD, VÖ: 30. März 2007)[3]

### Singles
- 1996: Such A Feeling (VÖ: 3. Mai 1996, Maxi-CD)[4]
- 1996: (Take Me) Higher (VÖ: 16. Dezember 1996, Maxi-CD)[5]
- 1998: Rockin' (Groovy' Beat) (VÖ: 23. März 1998, Maxi-Vinyl)[6]
- 2003: Like To Do It (With The DJ) (DJ Delicious; VÖ: Oktober 2003, Maxi-Vinyl)[7]
- 2005: Let It Drop (DJ Delicious; VÖ: 2005, Maxi-Vinyl)[8]
- 2006: Same Man (Till West & DJ Delicious; VÖ: 6. März 2006, Maxi-Vinyl)[9]
- 2006: Rockin (DJ Delicious presents Phunk-A-Delic; VÖ: 28. Juli 2006, Maxi-CD)[10]
- 2006: Jaja (DJ Delicious & Rutte; VÖ: 14. August 2006, Maxi-Vinyl)[11]
- 2006: Wechseln Sie Jetzt Zu Bass (DJ Delicious & Dirk Dreyer; VÖ: November 2006, Maxi-Vinyl)[12]
- 2007: We Won´t Stop (DJ Delicious & Errik; VÖ: 30. Januar 2007, Maxi-Vinyl)[13]
- 2008: Rock Da Beat (DJ Delicious & Loulou Players; VÖ: Dezember 2008, Maxi-Vinyl)[14]
- 2009: Cogito (DJ Delicious & Simon²; VÖ: März 2009, Maxi-Vinyl)[15]
- 2009: Let It Drop (Santos Remixes) (DJ Delicious; VÖ: 16. März 2009, Digital Release)[16]
- 2009: NYPD (DJ Delicious & Till West; VÖ: 26. November 2009, Maxi-Vinyl)[17]
- 2012: Smile (Patric La Funk & DJ Delicious; VÖ: 25. Juni 2012, Digital Release)[18]